# Minoru Nakano
Minoru Nakano (中野 稔 Nakano Minoru?, n. 18 octombrie 1936, Tomakomai, Japonia) este un jucător japonez de hochei pe gheață. A concurat la turneul masculin de hochei pe gheață la Olimpiada de iarnă din 1964.